# Jasmine Walker
Jasmine Walker (ur. 3 lutego 1998 w Montgomery) – amerykańska koszykarka występująca na pozycji silnej skrzydłowej, obecnie zawodniczka Seattle Storm w WNBA.
W 2016 została wybrana koszykarką roku szkół średnich stanu Alabama (Alabama Miss Basketball, Gatorade Player of the Year for Alabama, Class 7A Player of the Year). Została też nominowana do udziału w McDonald’s All-American. Dwukrotnie otrzymała nagrodę MVP turnieju o mistrzostwo stanu szkół średnich, zaliczono ją także trzykrotnie do składu najlepszych koszykarek stanu. Poprowadziła drużynę Lady Vols do dwóch tytułów mistrza stanu klasy 7A (2015, 2016). Jest dwukrotna laureatką nagrody Montgomery Advertiser All-Metro Player of the Year.
24 lutego 2023 zawarła umowę z Seattle Storm.

## Osiągnięcia
Stan na 9 lutego 2023, na podstawie, o ile nie zaznaczono inaczej.
NCAA
- Uczestniczka rozgrywek:
  - Sweet 16 turnieju NCAA (2016)
  - II rundy turnieju NCAA (2016, 2021)
- Zaliczona do:
  - I składu konferencji Southeastern (SEC – 2021)
  - II składu SEC (2020)
  - składu:
    - SEC Academic Honor Roll (2019, 2021)
    - SEC First-Year Academic Honor Roll (2018)
- Liderka SEC w liczbie celnych (78) i oddanych (196) rzutów za 3 punkty (2021)